# Psychotria cuspidata
Psychotria cuspidata là một loài thực vật có hoa trong họ Thiến thảo. Loài này được Bredem. ex Schult. miêu tả khoa học đầu tiên năm 1819.